# Sparta (Illinois)
Pour les articles homonymes, voir Sparta.
Sparta est une ville de l'Illinois, dans le comté de Randolph.
Sparta est desservie par l'aéroport de Hunter Field (code IATA : SAR, code OACI :  KSAR).